# Monette
Monette es una ciudad ubicada en el condado de Craighead en el estado estadounidense de Arkansas. En el Censo de 2010 tenía una población de 1179 habitantes y una densidad poblacional de 72,21 personas por km².

## Geografía
Monette se encuentra ubicada en las coordenadas 35°53′36″N 90°20′35″O / 35.89333, -90.34306. Según la Oficina del Censo de los Estados Unidos, Monette tiene una superficie total de 16.33 km², de la cual 16.3 km² corresponden a tierra firme y (0.19%) 0.03 km² es agua.

## Demografía
Según el censo de 2010, había 1179 personas residiendo en Monette. La densidad de población era de 72,21 hab./km². De los 1179 habitantes, Monette estaba compuesto por el 96.61% blancos, el 0.08% eran afroamericanos, el 0.08% eran amerindios, el 0% eran asiáticos, el 0% eran isleños del Pacífico, el 1.44% eran de otras razas y el 1.78% pertenecían a dos o más razas. Del total de la población el 2.63% eran hispanos o latinos de cualquier raza.